# 喬克托鎮區 (阿肯色州范布倫縣)
喬克托鎮區（英語：Choctaw Township）是位於美國阿肯色州范布倫縣的一個行政鎮區。

## 地方資料
喬克托鎮區的面積為60.20平方千米，當中陸地面積為54.56平方千米，而水域面積為5.64平方千米。根據2010年美國人口普查的數據，當地共有人口1226人，而人口密度為每平方千米20.37人。